# Список умерших в 790 году

## Дата смерти неизвестна или требует уточнения
- Паньгуань, каган Уйгурского каганата (789—790).
- Рибарий, настоятель монастыря святого Уайенда, расположенного в области Франш-Конте, Франция.
- Томмалтах мак Индрехтайг, король Дал Арайде (776—790) и король всего Ульстера (789—790).
- Этельред I, король Восточной Англии (758—790).